# Mervin
Mervin es un pueblo canadiense situado en la provincia de Saskatchewan.

## Superficie
Mervin tiene una superficie de 0,69 km².

## Demografía
En 2021, tenía 159 habitantes, una densidad poblacional de 231,2 hab./km², y 84 viviendas.